# Allen J. Hubin
Pour les articles homonymes, voir Hubin.
Allen J. Hubin, né le 5 mars 1936 à Crosby, dans le Minnesota, aux États-Unis, est un historien de la littérature policière américaine, un critique littéraire et un anthologiste américain, auteur d'encyclopédie et de critique littéraire.

## Biographie
Il fait des études au Wheaton College et à l'université du Minnesota où il obtient un diplôme en 1961.
Passionné de littérature policière, il fonde en 1967 la première revue américaine consacré à ce genre, The Armchair Detective. En 1968, il remplace Anthony Boucher comme critique littéraire pour The New York Times Book Review. Il y travaille jusqu'en 1971.
Pendant plusieurs années, il rassemble les meilleures nouvelles de l'année dans des anthologies publiées sous le titre Best Detective Stories of the Year.
Son travail le plus connu est la réalisation de The Bibliography of Crime Fiction, 1749-1975 qui inventorie l'ensemble des productions policières publiées en anglais. Une mise à jour est effectuée tous les cinq ans et permet d'étendre cette encyclopédie aux lieux, films, scénaristes et réalisateurs. Cette œuvre est comparable au Dictionnaire des littératures policières, dirigé par Claude Mesplède.

## Œuvre
- Best of the Best Detective Stories: 25th Anniversary Collection (1971)
- The Bibliography of Crime Fiction, 1749-1975 (1979)
- Armchair Detective (1981)
- Crime Fiction, 1749-1980: A Comprehensive Bibliography (1983)
- The Armchair Detective: The First Ten Years (1986)
- 1981-1985 Supplement to Crime Fiction (1988)
- Crime Fiction II: A Comprehensive Bibliography, 1749-1990 (1994)

## Sources
: document utilisé comme source pour la rédaction de cet article.
- Claude Mesplède (dir.), Dictionnaire des littératures policières, vol. 1 : A - I, Nantes, Joseph K, coll. « Temps noir », 2007, 1054 p. (ISBN 978-2-910-68644-4, OCLC 315873251), p. 1011